# Lista zabytków w Cospicui
To jest lista zabytków w mieście Bormla (Cospicua) na Malcie, które są umieszczone na liście National Inventory of the Cultural Property of the Maltese Islands.

## Lista
| Nazwa zabytku                                                                                      | Lokalizacja                                              | Współrzędne                                   | Nr na liście NICPMI | Zdjęcie |
| -------------------------------------------------------------------------------------------------- | -------------------------------------------------------- | --------------------------------------------- | ------------------- | ------- |
| Kaplica św. Jana Jałmużnika                                                                        | Triq San Ġwann t’Għuxa                                   | 35°52′40,9″N 14°31′08,4″E/35,878039 14,519004 | 00659               |         |
| Obraz Św. Jan Chrzciciel                                                                           | Brama św. Heleny, Triq Santa Liena                       | 35°52′45,6″N 14°31′14,7″E/35,879341 14,520751 | 00660               |         |
| Statua Niepokalane Poczęcie                                                                        | Triq il-Kunċiżżjoni                                      | 35°52′48,3″N 14°31′10,8″E/35,880089 14,519673 | 00661               |         |
| Kościół św. Pawła                                                                                  | Triq San Franġisk / Triq San Pawl                        | 35°52′53,3″N 14°31′08,6″E/35,881484 14,519067 | 00662               |         |
| Nisza Matki Bożej z Lourdes                                                                        | Triq San Franġisk / Fuq San Pawl                         | 35°52′52,6″N 14°31′07,3″E/35,881276 14,518696 | 00663               |         |
| Nisza Chrystusa Ukrzyżowanego                                                                      | Triq Wiġi Rosario / Fuq San Pawl                         | 35°52′51,9″N 14°31′07,2″E/35,881070 14,518660 | 00664               |         |
| Nisza św. Józefa                                                                                   | Triq Feliċ / Sqaq Feliċ                                  | 35°52′53,4″N 14°31′05,8″E/35,881499 14,518285 | 00665               |         |
| Nisza Wniebowzięcia                                                                                | Il-Fortini ta’ Feliċ / Bieb Bormla                       | 35°52′54,5″N 14°31′06,1″E/35,881818 14,518348 | 00666               |         |
| Nisza Niepokalanego Poczęcia                                                                       | 135 Triq San Pawl                                        | 35°52′57,5″N 14°31′09,2″E/35,882641 14,519219 | 00667               |         |
| Stary kościół Niepokalanego Poczęcia                                                               | Triq L-Inkurunazzjoni                                    | 35°52′47,1″N 14°31′14,2″E/35,879751 14,520614 | 00668               |         |
| Kościół parafialny (kolegiata) Niepokalanego Poczęcia                                              | Triq il-Pellegrinaġġ                                     | 35°52′52,2″N 14°31′15,3″E/35,881161 14,520904 | 00669               |         |
| Statua Niepokalanego Poczęcia                                                                      | Triq il-Pellegrinaġġ                                     | 35°52′52,6″N 14°31′13,7″E/35,881269 14,520464 | 00670               |         |
| Oratorium Krzyża Świętego                                                                          | Triq il-Oratorju                                         | 35°52′53,0″N 14°31′15,0″E/35,881386 14,520831 | 00671               |         |
| Nisza Matki Boskiej Bolesnej                                                                       | Triq il-Oratorju                                         | 35°52′53,5″N 14°31′15,8″E/35,881536 14,521055 | 00672               |         |
| Statua św. Eliasza                                                                                 | Wesgħa ta’ Santa Tereza                                  | 35°53′03,2″N 14°31′16,8″E/35,884212 14,521342 | 00673               |         |
| Kościół św. Teresy z Ávili                                                                         | Wesgħa ta’ Santa Tereza                                  | 35°53′02,5″N 14°31′16,3″E/35,884034 14,521200 | 00674               |         |
| Nisza Niepokalanego Poczęcia                                                                       | Triq Santa Tereza                                        | 35°53′02,5″N 14°31′16,0″E/35,884025 14,521104 | 00675               |         |
| Kościół św. Józefa                                                                                 | Triq San Ġorġ                                            | 35°53′02,6″N 14°31′23,0″E/35,884068 14,523049 | 00676               |         |
| Kościół św. Małgorzaty                                                                             | Misraħ Bormla                                            | 35°53′01,0″N 14°31′26,0″E/35,883603 14,523875 | 00677               |         |
| Statua Niepokalanego Poczęcia                                                                      | 6 Triq id-Dejqa                                          | 35°53′00,2″N 14°31′26,8″E/35,883391 14,524114 | 00678               |         |
| Nisza św. Michała                                                                                  | Triq Matty Grima / Triq Santa Margerita                  | 35°52′58,0″N 14°31′25,7″E/35,882780 14,523797 | 00679               |         |
| Pusta nisza (przedtem Niepokalanego Poczęcia)                                                      | Triq Oratorju / Triq Santa Margerita                     | 35°52′53,1″N 14°31′25,8″E/35,881424 14,523825 | 00680               |         |
| Pusta nisza (przedtem Niepokalanego Poczęcia)                                                      | Triq Matty Grima (w pasażu)                              | 35°52′58,3″N 14°31′20,0″E/35,882850 14,522226 | 00681               |         |
| Santa Margherita Lines                                                                             | przedpola Bormli                                         | 35°52′49,8″N 14°31′22,1″E/35,880494 14,522819 | 01526               |         |
| Bastion św. Heleny – Santa Margherita Lines                                                        | Triq Alessandra                                          | 35°52′44,3″N 14°31′23,9″E/35,878980 14,523302 | 01527               |         |
| Kurtyna św. Heleny – Santa Margherita Lines                                                        | Triq Santa Liena                                         | 35°52′45,4″N 14°31′14,1″E/35,879286 14,520577 | 01528               |         |
| Bastion św. Małgorzaty – Santa Margherita Lines                                                    | Triq il-Giblew tal-Fidda                                 | 35°52′51,9″N 14°31′31,3″E/35,881072 14,525351 | 01529               |         |
| Bastion Firenzuola – Santa Margherita Lines                                                        | Triq il-Giblew tal-Fidda                                 | 35°53′00,4″N 14°31′30,8″E/35,883454 14,525233 | 01530               |         |
| Schodkowe skrzydło – Santa Margherita Lines                                                        | Triq il-Giblew tal-Fidda                                 | 35°53′04,2″N 14°31′26,5″E/35,884491 14,524018 | 01531               |         |
| Bastion św. Jana Jałmużnika – Santa Margherita Lines                                               | Triq San Ġwann                                           | 35°52′43,6″N 14°31′08,0″E/35,878767 14,518876 | 01532               |         |
| Kurtyna Verdala – Santa Margherita Lines                                                           | Fuq Verdala                                              | 35°52′50,6″N 14°31′26,5″E/35,880734 14,524039 | 01533               |         |
| Krótki mur osłonowy – Santa Margherita Lines                                                       | Triq il-Giblew tal-Fidda                                 | 35°53′01,6″N 14°31′27,5″E/35,883789 14,524307 | 01534               |         |
| Kurtyna z bramą pomocniczą – Santa Margherita Lines                                                | Triq il-Giblew tal-Fidda                                 | 35°52′56,5″N 14°31′29,4″E/35,882359 14,524837 | 01535               |         |
| Fosa – Santa Margherita Lines                                                                      | wzdłuż czoła fortyfikacji                                | 35°52′45,5″N 14°31′25,3″E/35,879316 14,523705 | 01536               |         |
| Covertway – Santa Margherita Lines                                                                 | Triq il-Giblew tal-Fidda                                 | 35°52′58,9″N 14°31′32,3″E/35,883031 14,525626 | 01537               |         |
| Kurtyna pomiędzy bastionem św. Jana Jałmużnika a bastionem św. Franciszka – Santa Margherita Lines | Triq San Ġwann t’Għuxa                                   | 35°52′47,3″N 14°31′05,9″E/35,879806 14,518309 | 01538               |         |
| Brama Verdala – Santa Margherita Lines                                                             | Bieb Verdala                                             | 35°52′50,6″N 14°31′26,8″E/35,880717 14,524122 | 01539               |         |
| Fort Verdala                                                                                       | Fuq Verdala                                              | 35°52′52,4″N 14°31′27,3″E/35,881228 14,524256 | 01540               |         |
| Brama św. Heleny – Santa Margherita Lines                                                          | Triq Santa Liena                                         | 35°52′45,3″N 14°31′14,7″E/35,879242 14,520753 | 01541               |         |
| Glacis – Santa Margerita Lines                                                                     | Ġnien ta’ Bormla                                         | 35°52′43,0″N 14°31′19,4″E/35,878625 14,522062 | 01542               |         |
| Tenaille – Fort Verdala – Santa Margherita Lines                                                   | Bieb Verdala                                             | 35°52′49,9″N 14°31′27,5″E/35,880524 14,524294 | 01543               |         |
| Kurtyna między bastionem Notre Dame i bastionem św. Klemensa – Cottonera Lines                     |                                                          | 35°52′42,5″N 14°31′39,3″E/35,878465 14,527583 | 01559               |         |
| Kamienny tenaille w fosie – Cottonera Lines                                                        | Fosa                                                     | 35°52′41,8″N 14°31′39,6″E/35,878283 14,527674 | 01560               |         |
| Bastion św. Klemensa – Cottonera Lines                                                             |                                                          | 35°52′37,8″N 14°31′36,2″E/35,877175 14,526714 | 01561               |         |
| Kurtyna św. Klemensa – Cottonera Lines                                                             | pomiędzy bastionem św. Klemensa i bastionem św. Mikołaja | 35°52′37,5″N 14°31′28,7″E/35,877088 14,524643 | 01562               |         |
| Brama św. Klemensa – Cottonera Lines                                                               | w kurtynie św. Klemensa                                  | 35°52′37,7″N 14°31′29,7″E/35,877145 14,524930 | 01563               |         |
| Bastion św. Mikołaja – Cottonera Lines                                                             | Triq San Nikola                                          | 35°52′34,1″N 14°31′25,0″E/35,876132 14,523624 | 01564               |         |
| Kurtyna św. Mikołaja – Cottonera Lines                                                             | Triq San Nikola                                          | 35°52′36,1″N 14°31′19,8″E/35,876706 14,522170 | 01565               |         |
| Bastion św. Jana – Cottonera Lines                                                                 | Triq San Ġwann t’Għuxa                                   | 35°52′33,9″N 14°31′12,9″E/35,876078 14,520252 | 01566               |         |
| Brama św. Jana – Cottonera Lines                                                                   | Triq San Ġwann t’Għuxa                                   | 35°52′38,9″N 14°31′09,5″E/35,877469 14,519294 | 01567               |         |
| Kurtyna św. Jana – Cottonera Lines                                                                 | Triq San Ġwann t’Għuxa                                   | 35°52′38,2″N 14°31′10,1″E/35,877271 14,519468 | 01568               |         |
| Bastion św. Pawła – Cottonera Lines                                                                | Triq San Ġwann t’Għuxa                                   | 35°52′40,0″N 14°31′02,9″E/35,877769 14,517470 | 01569               |         |
| Kurtyna św. Pawła – Cottonera Lines                                                                | Triq it-Tlett Ibliet                                     | 35°52′45,0″N 14°31′04,2″E/35,879163 14,517837 | 01570               |         |
| Fosa – Cottonera Lines                                                                             | przedpole fortyfikacji                                   | 35°52′39,9″N 14°31′39,4″E/35,877763 14,527611 | 01571               |         |